# USS Freedom (LCS-1)
USS Freedom (LCS-1) é o principal navio da classe Freedom de navios de combate litorâneos. Este é o terceiro navio da Marinha dos Estados Unidos a ser nomeado com o conceito de liberdade. O projeto foi elaborado pelo consórcio Lockheed Martin para o programa LCS da Marinha, e concorre com a classe Independence, concebida pela General Dynamics. Foi projetado para uma variedade de missões em águas rasas, com a capacidade de enfrentar submarinos e navios de guerra, bem como realizar varredura de minas e ajuda humanitária. A sua velocidade pode chegar a mais de 40 nós (74 km/h; 46 mph).